# مژدوگرانکا
مژدوگرانکا (به لاتین: Mezhdugranka) یک منطقهٔ مسکونی در روسیه است که در استان آمور واقع شده‌است.